# ラッセル・ミーンズ

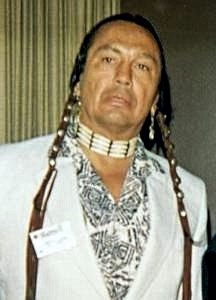
ラッセル・ミーンズ（1987年撮影）

ラッセル・ミーンズ （Russell Means、オヤテ・ワチンヤピン、1939年11月10日 - 2012年10月22日）は、アメリカインディアンのラコタ・スー族の活動家、思想家、俳優、演説家、音楽家。インディアン権利団体「アメリカインディアン運動」（AIM）のスポークスマン。

## 来歴
ラッセル・ミーンズはサウスダコタ州の パインリッジ・インディアン保留地のワンブリーで、オグララ族のハロルド・ハンク・ミーンズと、純血のヤンクトン・スー族のテオドラ・フェザーの間に生まれた。両親は息子に「オヤテ・ワチンヤピン」という名をつけた。これはラコタ語で「この世のために働く」という意味である。テオドラとハロルドは、インディアン寄宿学校で知り合った仲だった。 父ハロルドは溶接工として防衛産業で働いていたが、アルコール依存症患者でもあった。
1942年に、ミーンズ一家はサンフランシスコ・ベイエリアに引っ越した。彼らの住んでいたパインリッジ・インディアン保留地は、全米でも最貧困地帯と言われ、白人による暴力迫害が日常茶飯事だった。サンフランシスコに移っても、インディアンであるラッセルは差別を受け続けた。近所の子供たちは西部劇ごっこでいつもラッセル兄弟を「悪いインディアン」役にしていじめた。ラッセルは1958年にカリフォルニアのサン・リアンドロ高校に入学した。ラッセルはサン・リアンドロ高校でただ一人のインディアンだったことから、白人生徒から毎日のように嘲りの言葉と嫌がらせを受けた。差別の中、学校に反発したラッセルは飲酒に走り、かろうじて高校を卒業した。
1956年に合衆国は「インディアン移住法」を施行した。これは様々な都市部にアメリカインディアンのための「職業訓練センター」を設立し、これらの場所にインディアン個人とその全家族を移住させるものだった。これは保留地でのインディアンの自決と経済発展を否定し、保留地を解消する「インディアン絶滅政策」の一環だった。この法律による融資の機会に応じたインディアンたちは、「保留地には戻らない」と合意署名させられた。
高校卒業後、都合5つの大学に通ったがすべて中退し、カウボーイ、日雇い労働者、広告会社勤務など、さまざまな仕事に就いた。ラッセルは、ロサンゼルスのバーでインディアン達とたむろするようになった。ラッセルはこう述べている。「保留地から都市部へのアメリカインディアンの強制的再配置は、我々を孤立した存在として集まることを強制した。合衆国は、我々から近所づきあいを奪い、スラム街やヒスパニック区域に我々を分散させた。我々の唯一の社会的な活動は、地元のバーで集まることだった。しかし、地元のバーから、我々は競技のリーグと社交イベントを作った。それは、我々がインディアンとして社会化する方法だった。それは、考えの異なった違う部族のインディアンたちのすべての経験を、本当に我々に開かせてくれた。」
1967年に、父ハロルドが死亡し、ラッセルは合衆国の様々な保留地で仕事を捜した。サウスダコタのローズバッド・インディアン保留地に住んでいたときに、彼はひどいめまいに襲われた。保留地の白人医師は、彼がインディアンによくあるように酒に酔って運ばれてきたものと思い込み、数日間にわたる彼の検査要求を全く取り合わず、「酒場で殴り合いでもして脳震盪になったのだろう」と診断した。結局回診の専門医によって、ラッセルの症状はよくある中耳炎だとわかった。医者の見落としのために、彼の耳は片方が難聴になってしまった。

### 運動家となる
中耳炎の回復後に、ラッセルは1年間求職斡旋（）事務所で働いた。ここで彼は、スー族インディアンのために法的な弁護を行っていた数人の合法的活動家と知り合った。上司と言い争いになって事務所を辞めた後、ラッセルはオハイオ州クリーブランドに移った。クリーブランドでは、黒人たちの公民権運動の中で、「インディアン・センター」の運動家たちと出会い、これに参加した。
1960年代、合衆国政府はインディアン部族の解消方針を強め、ここまでの約10年間で100を超えるインディアン部族が連邦認定を取り消され、「絶滅」したことにされていた。彼らは条約権利一切を剥奪されたうえ保留地の保留を解消されてその領土を没収され、路頭に迷っていた。ラッセルと知り合ったオハイオ州のインディアンたちもそうした「絶滅したインディアン」たちだった。彼らは保留地を失っているため、インディアンの権利保護のための共同体「インディアン・センター」を各地に設立し、インディアンの権利に関する講演などを行っていた。
ミネソタ州では、クライド・ベルコートやデニス・バンクスらオジブワ族の若者たちが、白人中心の社会の中で直接的抗議運動による社会の改革を目指し、「アメリカインディアン運動 (AIM) 」の組織化を進めていた。1968年7月29日、ミネソタ州ミネアポリスでこのアメリカインディアン運動の結成大会が開かれ、彼らはインディアンに対する白人の差別案件すべてに猛烈な抗議行動を行い、この動きは全国に波及した。
1968年、「ララミー砦条約」100周年に当たるこの年に、ラッセルら数人のスー族運動家がサンフランシスコのアルカトラズ島を占拠し、条約の正常履行を訴えた。しかしこの抗議はアメリカ社会から全く無視され、示威行動としては不首尾に終わった。
1969年、クリーブランドのインディアンセンター所長となっていたラッセルは、デニス・バンクスらAIMメンバーを講演に招いたことで、AIMの活動に参加することになる。ラッセルはデニスと意気投合し、AIMのクリーブランド支部を設立し、第一回目の役員会議議長に就任した。
同年11月9日、サンフランシスコのベイエリアのインディアンの若者たちが起こした「アルカトラズ島占拠事件」は、主導グループの応援要請を受けることでAIMも参加。ラッセルも19か月間の占拠抗議に加わった。
1970年、スー族の女性運動家たちがブラックヒルズ占有権を保証した連邦条約の再確認を求めて起こしたラシュモア山の占拠抗議に加わった。
またこの年の11月26日、AIMや他のインディアン団体とともにプリマスでの感謝祭記念行事で抗議デモを行い、「我々インディアンは絶滅の危機にある」と演説し、「メイフラワー2世号」を乗っ取り、マストにAIMの旗を掲げ、AIMの歌を唄った。また、「プリマス・ロックは白人のアメリカ侵略の象徴だ」として、プリマス・ロックをトラック一台分の土砂で埋めて見せた。

### AIMへの参加
1971年、ビルとデイスの兄弟とともに「ミーンズ三兄弟」として、正式にAIMメンバーとなる。6月、再びラッセルらはラシュモア山を占拠。AIMと老若男女のインディアンたちは連邦記念碑である「大統領の顔」の上にAIMとスー族の国旗を掲げ、1か月を超す長期野営抗議を行った。この際、ラッセルらはジョージ・ワシントンの「顔」に小便をかけて見せ、岩に「レッド・パワー、インディアンの土地」と赤い塗料で大書した。
この年、スポーツ界の「インディアン・マスコット」問題にも取り組み、「ワフー酋長」の意匠廃止を巡って、プロ野球球団クリーブランド・インディアンス告訴の原告団に加わり、「ワフーの意匠がインディアンの品位を汚している」として、900万ドルの損害賠償訴訟を行っている。
1972年、「ワフー訴訟」に反発するクリーブランド・インディアンスのファンから猛抗議を受け、クリーブランドのインディアン・センター所長を辞任。サウスダコタに戻る。
この年、AIMによるワシントンD.C.への抗議行進「破られた条約のための行進」に参加。この抗議行動はインディアン管理局（BIA）本部ビルの占拠に発展し、リチャード・ニクソン大統領の調停が入る一大事件となった（→BIA本部ビル占拠抗議）。ラッセルは「メディアはインディアンを無視している」と報道陣に訴え、彼らは激しい抗議行動でマスコミに訴えかける戦法を取った。デニスと二人でBIAの汚職証拠となる書類をごっそり運び出したラッセルは、各保留地の部族議長の腐敗やBIAとの癒着を公開し、BIAを激怒させた。この占拠抗議の後、ラッセルはこう宣言した。
「我々は、巨大な狼煙を上げたのだ」
1973年、スー族のパインリッジ・インディアン保留地は、部族会議議長ディック・ウィルソンによって私物化され、ウィルソンの私設暴力団とスー族との内戦状態にあり、また部族民はすさまじい白人からの差別と暴力の下にさらされていた。スー族同胞が白人グループに面白半分に虐殺され、抗議運動は白人警察によって弾圧され、ラッセルも白人保安官によって名指しの暴行を受け、逮捕拘留された。
2月26日、パインリッジのオグララで、フールス・クロー酋長の呼びかけで長老と酋長による大集会が開かれた。スー族以外のAIMメンバーも加わった緊急集会で、スー族の女たちはAIMに力を貸してくれるよう頼んだ。AIMはこれを快諾し、パイプの儀式を行ってウーンデッド・ニーまでの抗議行進の決行を全会一致で決定した。ラッセルは各酋長（世話役）との連絡役とスポークスマンを任じることとなった。この抗議行進は、ついには「ウーンデッド・ニー占拠抗議」、「オグララ国独立宣言」に発展。州兵、FBIが介入し、戦車や戦闘機まで投入される一大事件となって全米に衝撃を与えた。
パインリッジの部族会議議長として部族民をテロ弾圧していたディック・ウィルソンについて、占拠抗議に参加したスー族伝統派呪い師のレオナルド・クロウドッグは「白人とインディアンの混血、あるいはインディアンですらなかったかもしれない」と述べている。ウィルソンはラッセルを賞金首にして、次のように発表した。
「懸賞金、ラッセル・ミーンズの三つ編み、ひとつ50ドル、ふたつで300ドル。ラッセル・ミーンズの首付き、塩漬けなら1000ドル。部族政府まで連絡されたし」
ラッセルはニクソン大統領との交渉のため、ワシントンを訪れたが足止めされ、占拠抗議はインディアン2人の死者を出して1973年5月8日に撤退となった。占拠後、ウィルソン部族議長と連邦政府はAIMに対するテロを強化し、次々と占拠メンバーが暗殺された。
1973年10月、ノースダコタのスタンディングロック保留地を訪問した際に、BIA警官によって背後から肝臓を撃たれ重傷を負ったが、命は取り留めた。このあとの6年間で、ラッセルは4回、白人による射殺と刺殺の危機を乗り越えた。
1974年1月2日、連邦政府とFBIは、「ウーンデッド・ニー占拠主導者統一裁判」として、ミネソタ州セントポールでラッセル・ミーンズ、デニス・バンクスの二人を連邦訴追した。連邦政府はAIMを「国家反逆の犯罪者集団」として反AIMキャンペーンを行っており、この二人を断罪しようとしたのである。オグララ族のペドロ・ビソネットはBIAに射殺され、スー族の呪い師レオナルド・クロウドッグと、AIM主導者の一人クライド・ベルコートは別件で逮捕され別法廷で被告となっていた。
9か月にわたる裁判にはビル・クンスラーやマーク・レーンら、著名な人権派弁護士がつき、違法盗聴や偽証など、FBIの不正が次々に明るみに出た。9月15日、フレッド・ニコルス裁判長はFBIと司法省に対する激しい批判と怒りの弁を読み上げ、ラッセルとデニスの完全無罪判決を下した。この年、ラッセルは生まれ故郷のパインリッジ保留地の部族会議議長に立候補。現職のディック・ウィルソンに200票余りの差をつけたが、ウィルソンは不正と脅迫によってこれを無効とし、連邦裁判所の再選挙要求を無視した。
1975年、酒場での喧嘩で殺人を犯したとして起訴された。ビル・クンスラーが弁護につき、陪審は1976年8月6日に殺人告発を解いた。
1977年、アメリカ合衆国のインディアン権利問題を国際的に訴えるため、国連に「国際インディアン条約会議」を設立。またパインリッジ・インディアン保留地で、スー族によるラジオ局「KILI」や、「ポーキュパイン健康診療所」の組織化を進めた。
この年11月に、1973年の「カスター市騒乱」の廉で有罪とされ、サウスダコタ州刑務所に1ヵ月服役した。この際、刑務所内で心臓近くをナイフで刺され重傷を負った。
1980年7月に、ラッセルは彼の言葉をより広く知らしめるためとして、『For America to Live, Europe Must Die』（アメリカが生きるために、ヨーロッパは死ななければならない）とする有名な演説を行い、「アメリカインディアンは伝統を守ることでヨーロッパ化を避けるべきだ」と訴えた。ラッセルは、キリスト教と資本主義を含むヨーロッパの知的伝統を批判し、「白人が宇宙を非スピリチュアルなものにした」とし、ヨーロッパの伝統的なマルクス主義はアメリカインディアンの問題を何も解決しないと警告した。彼は次のように述べている。
1981年4月、ラッセルらAIMグループとラコタ族伝統派が、サウスダコタ州ビクトリアクリーク渓谷にある連邦政府の土地で、「ブラックヒルズ返還の第1段階」としてティピーの野営を張った。この野営は、白人に虐殺されたスー族のレイモンド・イエローサンダーの名をとって、「イエローサンダー・キャンプ」と名付けられた。米国森林サービス局は野営のための土地の使用を拒否したため、彼らは1978年制定の「アメリカインディアンの宗教の自由法」に対する侵害であるとして連邦を告訴した。1985年に、ドナルド・オブライエン判事はこの野営に有利な判決を下したが、控訴審では逆転敗訴した。

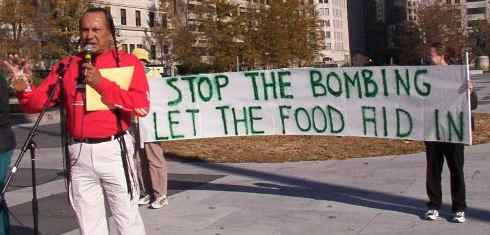
ワシントンD.C.で開催された「反対テロ戦争抗議デモ」で演説するラッセル・ミーンズ（2001年11月11日）

1980年代に、AIMは運動における霊的な扱いを巡って、数派に分かれた。またもう一つの理由は、ニカラグアで圧政下にあるミスキート族インディアンに対する支援の是非によるもので、ラッセルはミスキート族インディアンの一派「MISURASATA（YATAMA）」を支持した。この団体はコントラと関連していたので、ラッセルは1985年と翌年にニカラグア東に実情調査に赴いた。現地では、サンディニスタ民族解放戦線が爆撃を行い、多数のインディアンを虐殺していた。ラッセルはこれを重大事として報告したが、アメリカの左派や親マルクス主義者の論陣はこれを認めず、ラッセルを批判した。全米を分けた世論の中、AIMでも共産党系サンディニスタ民族解放戦線と MISURASATA の支持派に分かれた。
またこの時期、ラッセル個人はAIMとは歩調の違うラリー・フリント、統一教会、リバタリアン党などに賛同していた。ミーンズはAIM内のこうした不和について、「残念ながら、程度は個人個人で異なるが、私たちは皆、植民地化されてきた。 それらの意見の相違は、誤って導かれたエゴから始まったものだ」と述べている。インディアンの社会は縦割りの上意下達文化を持たず、白人のように「一人の指導者」によって統率されるような習慣はない。
1988年にAIM本部を離れたのち、6月25日、インディアンの戦功を無視したリトルビッグホーンの戦いの記念碑のそばに、「インディアン戦士の記念碑」を設置する抗議行動を行う。
1991年、アルコール依存症で入院。退院後、マーヴィン・ウルフの協力のもと自伝書『Where White Men Fear to Tread』に取り掛かる。
1994年春、AIM共同創設者クライド・ベルコートは、1972年に提訴した「クリーブラント・インディアンス訴訟」の原告団が35,000ドルで和解に応じたことで、「AIMを売った」とラッセルを責めた。これに対して、ラッセルは現在の反インディアン・マスコット団体である「アメリカインディアン反名誉棄損連盟」は何も賠償金を受け取っていないと反論している。
晩年はおもにAIMコロラド支局で、コロンブス・デー抗議などで積極的に働いた。また、ラコタ共和国やインディアンの銀行設立構想にも関わった。映画の出演料で、ラコタ族の文化を子供たちに教える学校を設立しており、またパイン・リッジ保留地に、ブラックヒルズでの「イエローサンダー・キャンプ」のような、若者向けの霊的なキャンプを行う「宇宙の大学」（the University of the Universe）と呼ぶ学校を計画した。
三度離婚しており、子供は10人いる。4人目の妻はナバホ族インディアンの教師、ロデオ師のグロリア・グラント。
2012年10月22日、サウスダコタ州ポーキュパインで死去。72歳没。

## 俳優業
1992年のハリウッド映画『ラスト・オブ・モヒカン』で俳優としてデビュー。「チュンガチュック酋長」を演じた。撮影現場ではインディアン俳優たちの差別的待遇に対して、団体交渉役も引き受けている。酋長が族長のように振る舞うなどのデタラメなインディアン文化風俗の描写などから、インディアン仲間から「なんであんな映画に出るんだ」と批判を受け、「ラッセルはもう活動家をやめたのか」と言われた。ラッセルはこれに対して団体交渉を行ったことを挙げ、また映画について「内容はどうあれ、白人がインディアンを映画の中でどう扱うかの試金石的な作品だ」と一定の理解を示している。
映画ではアニメの声優も務め、他には『刑事ナッシュ・ブリッジス』などテレビドラマにも主に悪役で出演している。これらの俳優業について、「インディアンの存在を示し、差別と闘う力としたい」とその立場を述べている。

## 発言
AIMのスポークスマンでもあるラッセル・ミーンズは、その運動の中で舌鋒鋭い発言で知られている。インディアンの口承文化を重んじ、「文章よりも発言のほうが訴える力を持っている」としている。とくに合衆国の「インディアン民族」に対する民族浄化の動きに強い警戒感を示し、「インディアン」という呼称にこだわりを見せている。
ラッセルは『わたしはアメリカインディアンだ、ネイティブアメリカンではない！』と題して、1998年1月16日に次のようなスピーチを行っている。 

## 主な参加作品

### 映画作品
- ラスト・オブ・モヒカン（1992年） - チュンガチュック酋長
- ナチュラル・ボーン・キラーズ（1994年） - 老インディアン ※挿入歌の作詞、作曲も兼任
- Wagons East!、1994年） - 酋長
- Windrunner（1995年） - ワソハック
- ポカホンタス（1995年） - ポウハタン酋長の声
- ハイアワサの歌（1997年） - ムジェキーウィス
- A League of Old Men（1998年） - インバー
- Wind River（2000年） - ワシャキー
- きかんしゃトーマス 魔法の線路（2000年） - ビリー・ツーフェザーズ
- Cowboy Up（2001年」） - ジョー
- Twentynine Palms（2002年） - 酋長
- Black Cloud（2004年） - バド
- Looks Twice（2005年） - ジャーキン ※プロデュース兼任
- レジェンド・オブ・ウォーリアー 反逆の勇者（2007年） - パスファインダー
- エイリアン・ライジング（2007年） - グランパ
- Rez Bomb（2008年） - ドッズ
- The Sasquatch and the Girl（2010年） - ナレーター
- Tiger Eyes（2011年） - ウィリー・オーティズ

### TV作品
- Buffalo Girls（1995年） - シッティング・ブル
- The Pathfinders（1996年） - パスファインダー
- Touched by an Angel（1996年） - エジソン
- 炎のテキサス・レンジャー（1996年） - ルーサー・アイアンシャツ
- Profiler（1997年） - アンクル・ジョー
- Duckman（1997年） - 声
- Remember WENN（1997年） - ジョゼフ・グレイホーク
- 刑事ナッシュ・ブリッジス（1998年）
- 休暇命令
- 殺人容疑者 - デクスター・バードソング
- Black Cat Run（1998年） - テン・リード
- Family Law（2001年） - ジェームズ・サギノー
- Larry no mid life crisis（2001年）- ワンダーリング・ベアー
- Into the West（2005年） - 老ランニング・フォックス

### ビデオ作品
- 『Turok: Son of Stone』（2008年） - セントリー酋長の声

## 自叙伝
- 『Where White Men Fear to Tread: The Autobiography of Russell Means』（Russell Means, Marvin J. Wolf.  St. Martin's Griffin,1996）